# Studios Disney de 1941 à 1950
Vous lisez un « bon article » labellisé en 2010.  Il fait partie d'un « bon thème ».
Pour un article plus général, voir Walt Disney Pictures.
Première grève, 
Seconde Guerre mondiale et conséquences
Studios Disney de 1937 à 1941 Studios Disney de 1950 à 1973
L'histoire des Studios Disney de 1941 à 1950 est marquée par une grève des employés, par la Seconde Guerre mondiale et par leurs conséquences, notamment la production de films compilant plusieurs séquences plus ou moins longues d'animation et ce jusqu'en 1950. Les longs métrages du studio produits durant le « Premier Âge d'Or » ont été très coûteux et, en raison du second conflit mondial, les bénéfices n'ont pas été ceux envisagés. Le climat international et l'absence d'un syndicat aidant, l'augmentation du nombre d'employés pour les différentes productions a causé des tensions amenant à la première grève des studios Disney.
Pour ces raisons, le studio modifie sa production. Les films deviennent alors des compilations de courts ou moyens métrages, appelés séquences. Ces compilations sont moins coûteuses et permettent d'obtenir quelques revenus pour relancer les projets suspendus ou en lancer de nouveaux. Une des conséquences est l'intégration de scènes en prise de vues réelles, rapprochant le studio de la production de films sans animation.
En parallèle, le studio poursuit sa production de courts métrages, avec les séries centrées sur d'anciens personnages secondaires : Donald Duck, Dingo, Pluto et Tic et Tac, commencée en 1943. La plupart de ces productions sont marquées par la guerre avec une forte implication militaire (soutien aux troupes), voire de la propagande.

## Historique
Différents évènements amènent le studio à changer sa façon de produire des films durant les années 1940.
Le plus ancien évènement est la transformation du studio, évoluant d'une entreprise familiale en une entreprise privée. Les productions des années précédentes ont nécessité beaucoup d'argent (cf. Studios Disney de 1937 à 1941) au point où Walt et Roy Disney ont dû demander l'aide d'investisseurs. Le 2 avril 1940, la société lance sa première offre d'achat d'actions à la Bourse de New York. Ce fait oblige le studio à rendre des comptes à ses actionnaires, mais aussi à tendre vers la rentabilité.
Poursuivons avec les principaux événements qui ont eu un impact sur le studio. Le premier découle de la rapide croissance du studio et a provoqué une grève. Le second est lié au contexte international, dont la Seconde Guerre mondiale.

### La première grève chez Disney et les mobilisations

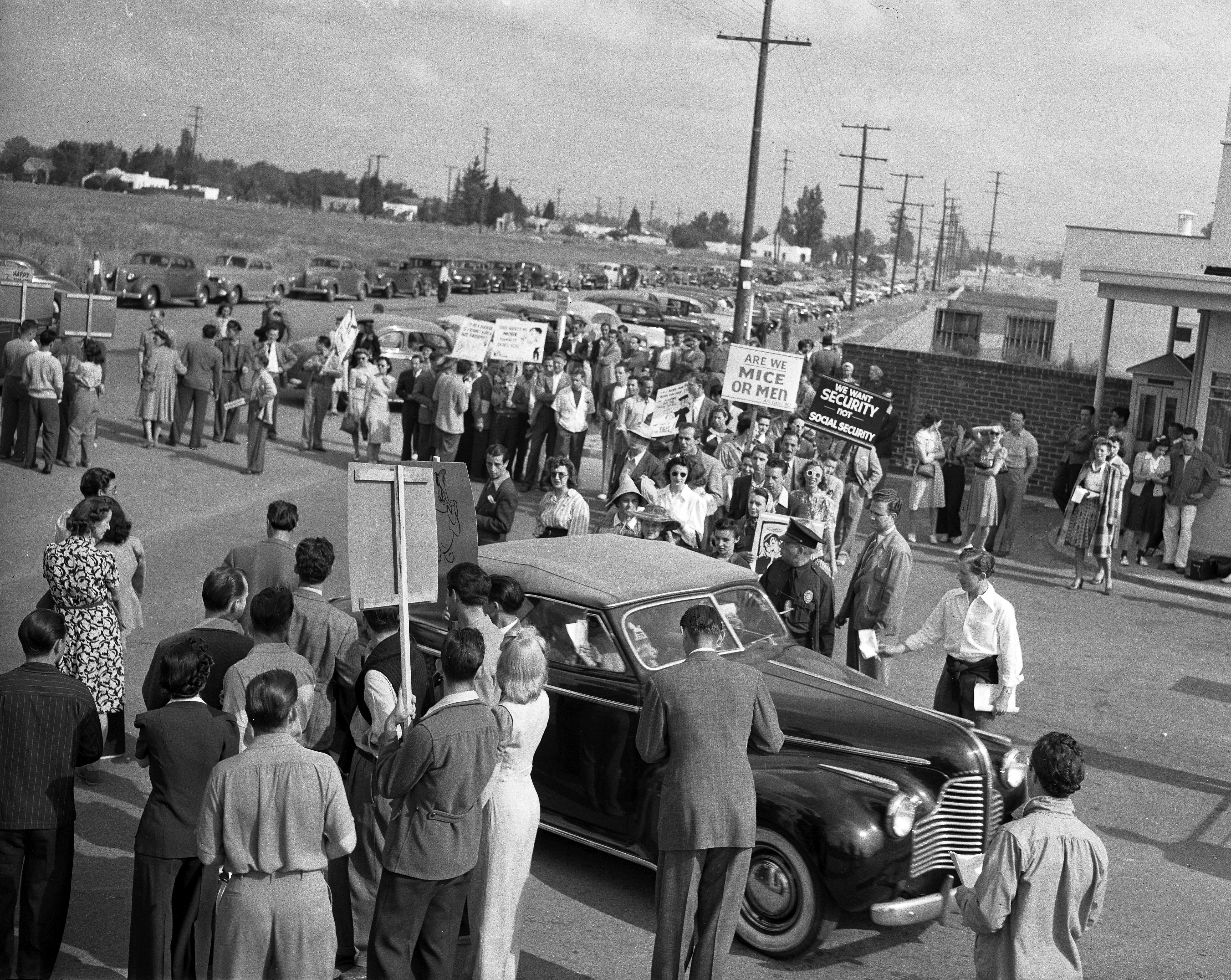
Grévistes le 29 mai 1941 à l'entrée des studios d'Hyperion Avenue.

Au printemps 1941, Walt réunit ses animateurs et leur fait savoir que les dépenses doivent être réduites de moitié. Ce manque de fonds force Disney à envisager de réduire ses effectifs mais aussi à revoir à la baisse les augmentations de salaire et les primes, brisant l'impression de sécurité d'emploi. En ce début 1941, les employés du studio sont plus d'un millier, Walt ne peut donc pas tous les connaître et, en l'absence de syndicat, le mécontentement des employés ne parvient pas jusqu'à la haute direction.

alt Disney à droite (au premier plan), visitant l'école de samba Portela, à Rio de Janeiro), lors d'une visite au Brésil en août 1941.

À la fin mai 1941, une partie des employés se déclare en grève, qui deviendra la principale grève des studios Disney, tandis Walt Disney s'envole pour l'Amérique du Sud vers la mi-août pour une mission au caractère partiellement diplomatique. Le 27 juin 1941, en raison de la grève des studios Disney, Walt Disney suspend la production des longs métrages en production Cendrillon, Peter Pan et Alice aux pays des merveilles. La production du film Bambi aurait été retardée de trois mois tandis que les grévistes quittaient le studio. Au même moment, le studio ferme et rouvre ses portes le 12 septembre avec un syndicat protégeant les nouveaux syndiqués, mais avec 200 salariés en moins, dont la moitié était des grévistes. Cependant, deux tiers des 300 grévistes ont été réembauchés. Parmi les grévistes Jimmy Johnson mentionne Steve Bosutow qui fondera quelques années plus tard le studio d'animation United Productions of America.
À son retour quelques semaines plus tard, Disney achève la production de Dumbo dont la première a lieu le 23 octobre 1941 à New York. En novembre 1941, le studio réduit le nombre de ses employés à 530, en licenciant près de 200, soit moins de la moitié des employés présents au début de mai 1941.
La Seconde Guerre mondiale a eu de fortes répercussions sur les équipes du studio Disney. Jimmy Johnson alors simple commis dans les bureaux avant de devenir le directeur de Walt Disney Records dans les années 1950, fait partie des premiers appelés sous les drapeaux, dès mars 1941. Il ne reviendra que vers Noël 1945. Dans l'équipe responsable des musiques depuis les années 1930, Frank Churchill se suicide en 1942 et Leigh Harline et Ned Washington partent chez les studios concurrents.
Par la suite, le studio a eu de nouveaux démêlés avec les syndicats en 1946 quand John Reeder, directeur général du studio, annonce le 20 août par un mémo interne à Roy Oliver Disney la suppression de 459 emplois sur 1 073 salariés et la suspension de la production de Mélodie du Sud, Danny, le petit mouton noir, Coquin de printemps et Mélodie Cocktail.

### Les productions militaires
Puis à la fin de l'année 1941, avec l'attaque de Pearl Harbor, le 7 décembre, les États-Unis entrent dans la Seconde Guerre mondiale. Peu après, durant les premiers mois de 1942, l'armée américaine réquisitionne et s'installe sur une partie des studios tandis que près de la moitié des employés sont enrôlés comme soldat ou embauché dans une industrie militaire. L'équipe responsable de Bambi est presque totalement dispersée et est maintenant constituée d'à peine une quarantaine de personnes, hommes et femmes.
La Seconde Guerre mondiale réduit les effectifs, les revenus et le nombre de productions du studio. L'équipe du studio, partie en Amérique Centrale et du Sud, revient avec des éléments permettant de réaliser des compilations de moyens métrages aux couleurs latines. Le reste des effectifs se concentre sur des courts métrages à vocation militaire dont certains films de propagande. 93 % des productions Disney sont alors liées à la guerre. On peut noter que la série des Silly Symphonies s'est arrêtée officiellement en 1939, malgré la poursuite de la production de courts métrages n'appartenant à aucune série distincte. De même la série des Mickey Mouse est stoppée entre 1942 et 1947 pour reprendre de manière sporadique jusqu'à son arrêt définitif en 1953.
Disney lance en 1942 un projet de long métrage en animation pour exposer les idées d'Alexander P. de Seversky, Victoire dans les airs (1943) basé sur l'ouvrage homonyme. Ce film est, de plus, tel que Walt aurait annoncé à ses employés : une entrée pour le studio dans un futur où la demande de films éducatifs serait aussi importante que le divertissement.
Par la suite, la production de compilation de moyens métrages se substitue alors à celle des longs métrages. Mais cette période est aussi marquée par la production d'insignes militaires (Voir ci-dessous).

### Différents moyens de retrouver la profitabilité
À partir de septembre 1939, le studio est privé des revenus du marché européen en raison de la Seconde Guerre mondiale. En 1941, alors que les États-Unis ne sont pas encore entrés en guerre, Walt Disney effectue avec quelques animateurs une mission diplomatique en Amérique du Sud. L'équipe visite l'Argentine, le Brésil et le Chili. Ce voyage permet d'améliorer des films en production et de leur donner une couleur locale. Des courts métrages déjà en cours d'animation ainsi que d'autres entamés pendant le voyage sont regroupés au sein d'une compilation intitulée Saludos Amigos qui sort en 1942. Le film sort en Amérique du Sud et aux États-Unis et permet de générer environ 623 000 d'USD de revenus, ce qui est modeste mais représente deux fois son coût de production.
Saludos Amigos marque, pour le studio Disney, le début de presque une décennie de films de compilation, le prochain réel long métrage d'animation est Cendrillon (1950), entre-temps plusieurs compilations ou films mêlant animation et prise de vue réelle sont produits par le studio. Le bon résultat ainsi que les idées et les images récoltées en Amérique du Sud permettent la production d'une seconde compilation de courts métrages, d'abord nommée Surprise Package (pouvant se traduire par Cadeau surprise), puis finalement baptisée Les Trois Caballeros, sortie en décembre 1944. En parallèle à ces compilations, le studio réalise Amazon Awakens (1944) un documentaire commercial sur la gigantesque plantation de caoutchouc Fordlândia. Une troisième compilation inspirée par l'Amérique latine, nommée Cuban Carnival, était prévue mais le coût des Trois Caballeros, près de 2 millions d'USD, stoppe le projet.

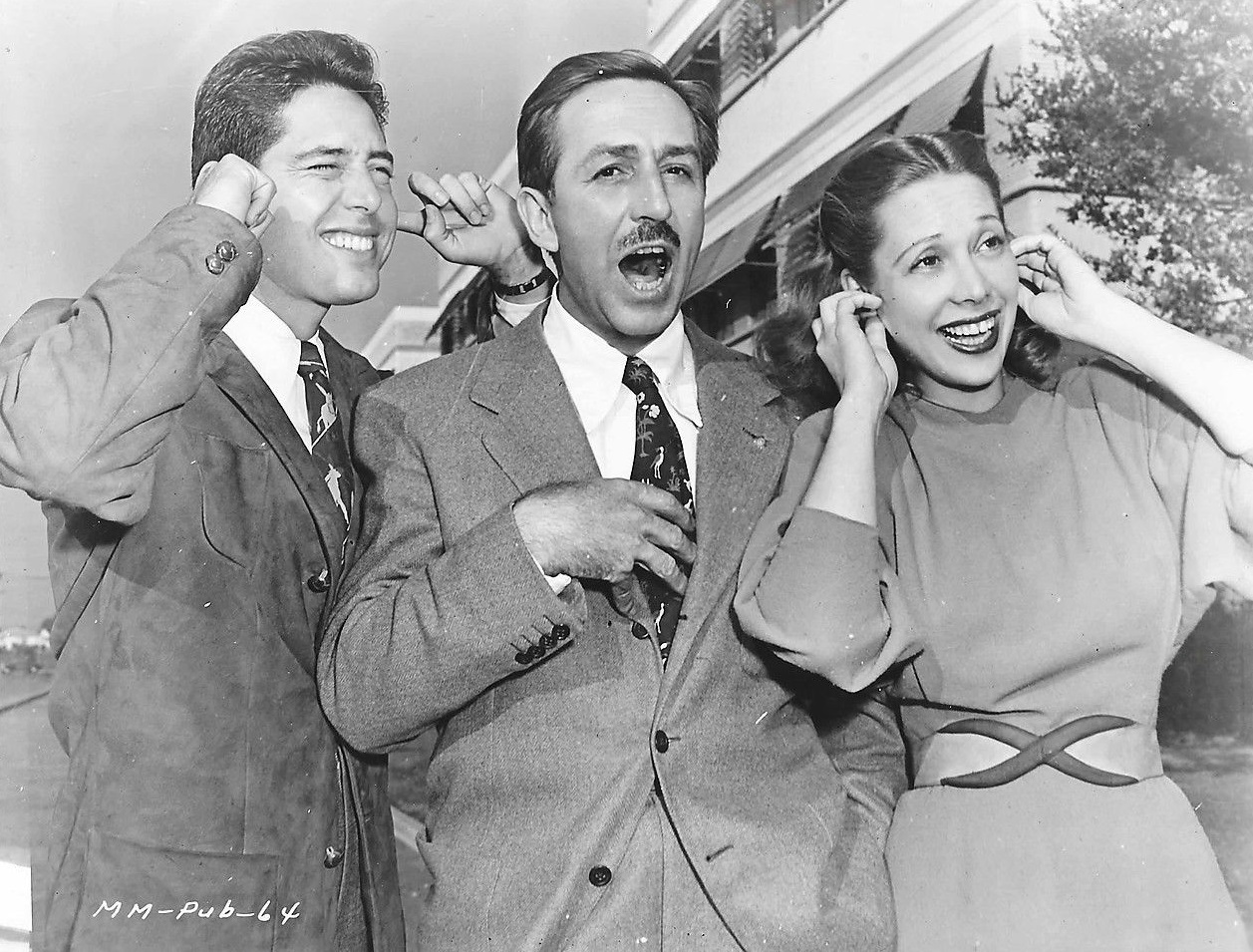
Affiche promotionnelle pour La Boite à musique (1947) avec Andy Russell, Walt Disney et Dinah Shore

Une fois le conflit mondial fini, la société reprend totalement la production de métrages. D'autres compilations de courts ou moyens métrages ont été produites jusqu'à la fin des années 1940 et ont permis de renflouer en partie les coffres du studio : La Boîte à musique (1946), Mélodie du Sud (1946), Coquin de printemps (1947), Mélodie Cocktail (1948), Danny, le petit mouton noir (1949) et Le Crapaud et le Maître d'école (1949). Sébastien Roffat les qualifie de « films composites. » Mais les difficultés financières du studio des années 1940 ont dispersé les droits musicaux. Ainsi les droits des Saludos Amigos et Les Trois Caballeros ont été confiés à Ralph Peer et à la société Southern Music and Peer International. Ceux de Mélodie du Sud et Danny, le petit mouton noir sont gérés par Santly-Joy, renommé par la suite Anne-Rachel Music. Ce n'est qu'en 1974 que Jimmy Johnson, directeur de Buena Vista Records est autorisé à contacter Gene Aberbach pour négocier le rachat des droits de Mélodie du Sud et Danny, le petit mouton noir. Les droits sont récupérés par la Walt Disney Music Company courant 1974 ou au début 1975, avant le départ à la retraite et le décès de Johnson en 1976.
Du côté des produits dérivés, les films de compilations ne permettent pas de relancer la machine commerciale qui nécessite un long métrage à succès.

### Début de la reprise
En 1946, le studio reprend un peu espoir et relance les anciens projets ainsi que des nouveaux. En janvier 1946, Salvador Dalí débute Destino. Entre mars et avril 1946, trois réunions se tiennent en présence de Walt pour évoquer le projet Cendrillon (1950). De plus le studio n'est pas affecté par la loi antitrust demandant aux studios de se séparer de leurs filiales d'exploitations de salle de cinéma. Le studio crée aussi un service pour les publicités sous la responsabilité de Milton Quon, animateur sur Fantasia et Dumbo, parti chez Douglas Aircraft Company durant la Seconde Guerre mondiale. Il réalise une partie des œuvres promotionnelles pour La Boîte à musique (1946) et Mélodie du Sud (1946).

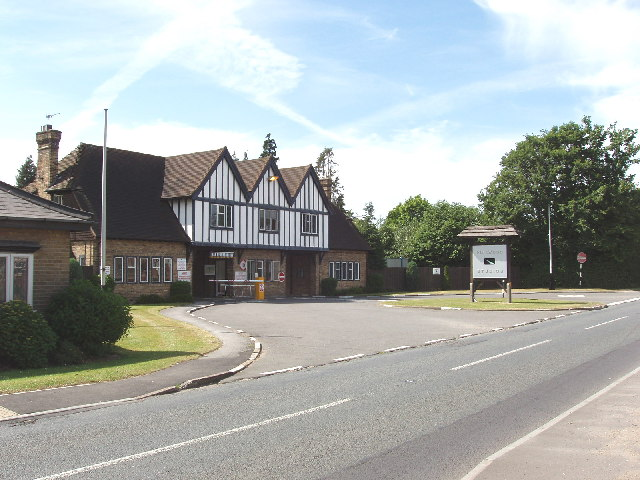
Entrée des Pinewood Studios près de Londres, utilisés par Walt Disney British Films Ltd.

Peu avant la sortie du film Coquin de printemps, en septembre 1947, la société Disney publie ses résultats financiers annuels qui indiquent que sa dette vis-à-vis les banques est descendue de 4,2 millions à 3 millions d'USD, valeur, pour l'époque, moins effrayante et plus gérable et offrant de meilleures possibilités. À la production de ces longs métrages et de ces courts métrages d'animation, le studio ajoute celle de production de films en prises de vue réelle, principalement à cause d'actifs financiers bloqués au Royaume-Uni. À la fin de l'année 1948, les fonds de la société bloqués dans les pays étrangers, dont le Royaume-Uni, dépassent les 8,5 millions d'USD. Le studio Disney est aidé par son distributeur RKO Pictures qui est dans une situation similaire. Walt décide donc de créer un studio en Grande-Bretagne, Walt Disney British Films Ltd. La société est gérée par deux hommes : Eddie Davis, gestionnaire des licences et des publications, équivalent britannique de Kay Kamen et de Cyril James, administrateur du reste, ce qui comprend les achats de droits pour les films comme ceux de L'Île au trésor (1950) et l'édition musicale pour le Royaume-Uni et la France. Le studio produit alors des films célèbres comme L'Île au trésor (1950) et Vingt Mille Lieues sous les mers (1954).
En 1949, Roy O. Disney persuade son frère Walt de laisser les principales sociétés sous contrat dans les produits dérivés, les livres et la musique de visionner une version inachevée de Cendrillon afin d'entamer leur production et les campagnes publicitaires au plus tard trois mois avant la sortie du film. Malgré une certaine réticence à présenter une œuvre incomplète, Walt accepte ce qui permet à Western Publishing, sa filiale Golden Press, RCA et d'autres, de voir le film près d'un an avant sa sortie. Cette action a des conséquences assez rapides.
À l'automne 1949, Walt Disney décide de ne plus partager avec les maisons de disques des chanteurs associés à ses films. Il fonde la Walt Disney Music Company le 1er octobre 1949, affiliée à l'American Society of Composers, Authors and Publishers (ASCAP) afin de conserver les droits musicaux de Cendrillon. Fin octobre 1949, avec la mort de Kay Kamen dans un accident d'avion, Walt décide de créer une division interne pour gérer les licences des produits dérivés, sous la responsabilité de Oliver B. Johnston assisté de Jimmy Johnson. Dès 1950, Roy Oliver Disney le frère de Walt, réforme la division des produits dérivés en dissociant ceux des personnages renommé Character Merchandising et l'autre pour l'édition, nommé Publications. Cette dernière dirigée par Jimmy Johnson regroupe la production de bandes dessinées (future Disney Publishing) et les productions musicales (future Disney Records),,.

## Productions

### Courts métrages d'animation
- Mickey Mouse
- Plusieurs Silly Symphonies « non officiels » (car la série arrête en 1939)
- Donald Duck débutée en 1937
- Dingo (Goofy) débutée en 1939
- Pluto débutée en 1937 mais le second film sort en 1940
- Tic et Tac débutée en 1943
- Courts métrages militaires, réalisés entre 1940 et 1946.
  - grand public (propagande)
  - à destination des armées (formation)
- Courts métrages publicitaires

### Longs métrages d'animation
- 1942 : Saludos Amigos (id.), sorti le 24 août 1942 (Brésil). Animation et prises de vues réelles, pour inciter les pays d'Amérique du Sud à combattre aux côtés des États-Unis lors de la Seconde Guerre mondiale.
- 1943 : Victoire dans les airs (Victory Through Air Power), sorti le 17 juillet 1943. Film d'animation destiné à soutenir l'effort de guerre.
- 1944 : Les Trois Caballeros (The Three Caballeros), sorti le 21 décembre 1944 (Mexique). Animation et prises de vues réelles, mettant en vedette Donald Duck, pour inciter les pays d'Amérique du Sud à combattre aux côtés des États-Unis lors de la Seconde Guerre mondiale.
- 1946 : La Boîte à musique (Make Mine Music), sorti le 20 avril 1946. Animation regroupant des courts métrages musicaux comme Fantasia (1940).
- 1946 : Mélodie du Sud (Song of the South), sorti le 12 novembre 1946. Animation et prises de vues réelles, d'après les romans de Joel Chandler Harris.
- 1947 : Coquin de printemps (Fun And Fancy Free), sorti le 27 septembre 1947. Animation et prises de vues réelles. Premier long-métrage mettant en vedette le trio formé par Mickey Mouse, Donald Duck et Dingo.
- 1948 : Mélodie Cocktail ou Le Temps d'une mélodie au Québec (Melody Time), sorti le 27 mai 1948. Animation regroupant des courts métrages musicaux comme Fantasia (1940) et La Boîte à musique (1946).
- 1948 : Danny, le petit mouton noir (So Dear To My Heart), sorti le 29 novembre 1948 à Chicago puis le 9 janvier 1949 dans le reste des États-Unis. Animation et prises de vues réelles comme Mélodie du Sud (1946), d'après un roman de Sterling North.
- 1949 : Le Crapaud et le Maître d'école ou Contes d'Automne et de Printemps au Québec (The Adventures Of Ichabod And Mr.Toad), sorti le 5 octobre 1949. D'après la nouvelle de Washington Irving pour Ichabod (Le Maître d'école) et le roman de Kenneth Grahame pour Mr.Toad (Le Crapaud).

### Autres productions
- 1948 : L'Île aux phoques (documentaire animalier)

### Insignes militaires
La période de la Seconde Guerre mondiale est marquée par la création par les studios Disney de nombreux insignes militaires à la demande des bataillons, escadrilles et autres divisions de l'armée américaine,.
Plus de 1 200 insignes seront créés par des artistes sous la direction de Hank Porter et Roy Williams, insignes pour la plupart avec des personnages de Disney, choisis ou non par les demandeurs, comme les Flying Tigers qui avaient une idée précise. Cependant, Mickey Mouse fut rarement utilisé pour figurer sur un de ces insignes de guerre.
Il faut savoir que d'autres studios ont, à l'époque, été sollicités et des journaux locaux ont même imprimé des albums avec des sélections d'insignes.

## Analyse
Entre 1940 et 1950, pour plusieurs raisons dont certaines économiques, le studio produit plusieurs longs métrages qui sont en réalité des compilations de courts ou moyen métrages, mêlant pour certains des séquences en prises de vue réelles. John Grant utilise le terme d'« anthologie » mais cet usage en français évoque une trompeuse notion d'antériorité. Pour Frank Thomas et Ollie Johnston, la période des années 1940-1950 chez Disney est marquée par de nouveaux styles graphiques nés avec Fantasia et développés dans les compilations, les séquences permettant de développer et réaliser des idées sur au maximum 10 à 15 minutes.
Ces productions peuvent se répartir en plusieurs types :
- compilations sud-américaines : Saludos Amigos, Les Trois Caballeros ;
- courts métrages militaires ;
- compilations musicales héritière de Fantasia : La Boîte à musique, Mélodie cocktail. Elles sont constituées de plus courts métrages ;
- compilations diptyques de deux moyens métrages : Coquin de printemps, Le Crapaud et le Maître d'école ;
- films en prises de vues réelles avec séquences d'animation : Mélodie du Sud, Danny, le petit mouton noir.

### Les compilations sud-américaines
Pour Leonard Maltin, Saludos Amigos et Les Trois Caballeros sont « une combinaison d'un journal de bord, d'un film d'intention, d'une chambre de commerce et d'un dessin animé. » En considérant cette diversité, il les trouve « pas trop mal ». Les deux films sont fortement ancrés dans leur époque mais « restent agréable aujourd'hui », même s'il est nécessaire de les voir après avoir pris connaissance de leurs contextes historiques et salariaux. Steven Watts considère Saludos Amigos comme l'archétype des productions du studio des années 1940.
Le film est lancé à la suite de la démarche diplomatique demandée par l'État américain envers les pays d'Amérique du Sud alors que l'Europe est en pleine guerre. À cette époque, l'influence de l'Amérique latine aux États-Unis est, selon Maltin, « personnifiée par Carmen Miranda et ses chansons dont le sens des paroles échappe à de nombreux Américains. » Il y a aussi un aspect mercantile pour les studios hollywoodiens, celui d'étendre leurs réseaux de distribution ou simplement compenser la perte du marché européen. Selon Brode, des historiens du cinéma ont noté qu'au début des années 1940 la vision hollywoodienne des autres nations change et donne à chacune une identité propre, une culture et une histoire individuelle. Les idées à l'origine de certains courts métrages seraient même antérieures au voyage. Le voyage a permis d'ajouter une couleur locale ou régionale plus forte que si les animateurs étaient restés à Burbank, grâce aux objets collectés et aux esquisses réalisées sur place.
Maltin considère Les Trois Caballeros « comme une extension du thème et des idées de Saludos Amigos résultant d'un mélange plus lumineux, plus rapide et plus ingénieux d'émotions et de sons. » Il ajoute que le film capitalise sur son prédécesseur mais, contrairement à lui, ne laisse pas un sentiment de propagande. Jerry Beck considère que l'histoire derrière ce film est beaucoup plus intéressante que le film en lui-même. Il est rejoint par Eric L. Smoodin qui trouve le film d'un « intérêt historique, culturel et politique considérable. » Donald joue ici le rôle d'un militaire américain moyen qui profite d'être loin de son pays pour, comme l'indique Panchito, être un « little wolf's in duck's clothings » (petit loup dans des habits de canard). Eric Smoodin trouve le film « loin de l'innocence » et « criant d'allusions sexuelles et de prédation. »
| - Aurora Miranda - Carmen Molina - Dora Luz |

### Implication militaire et propagande

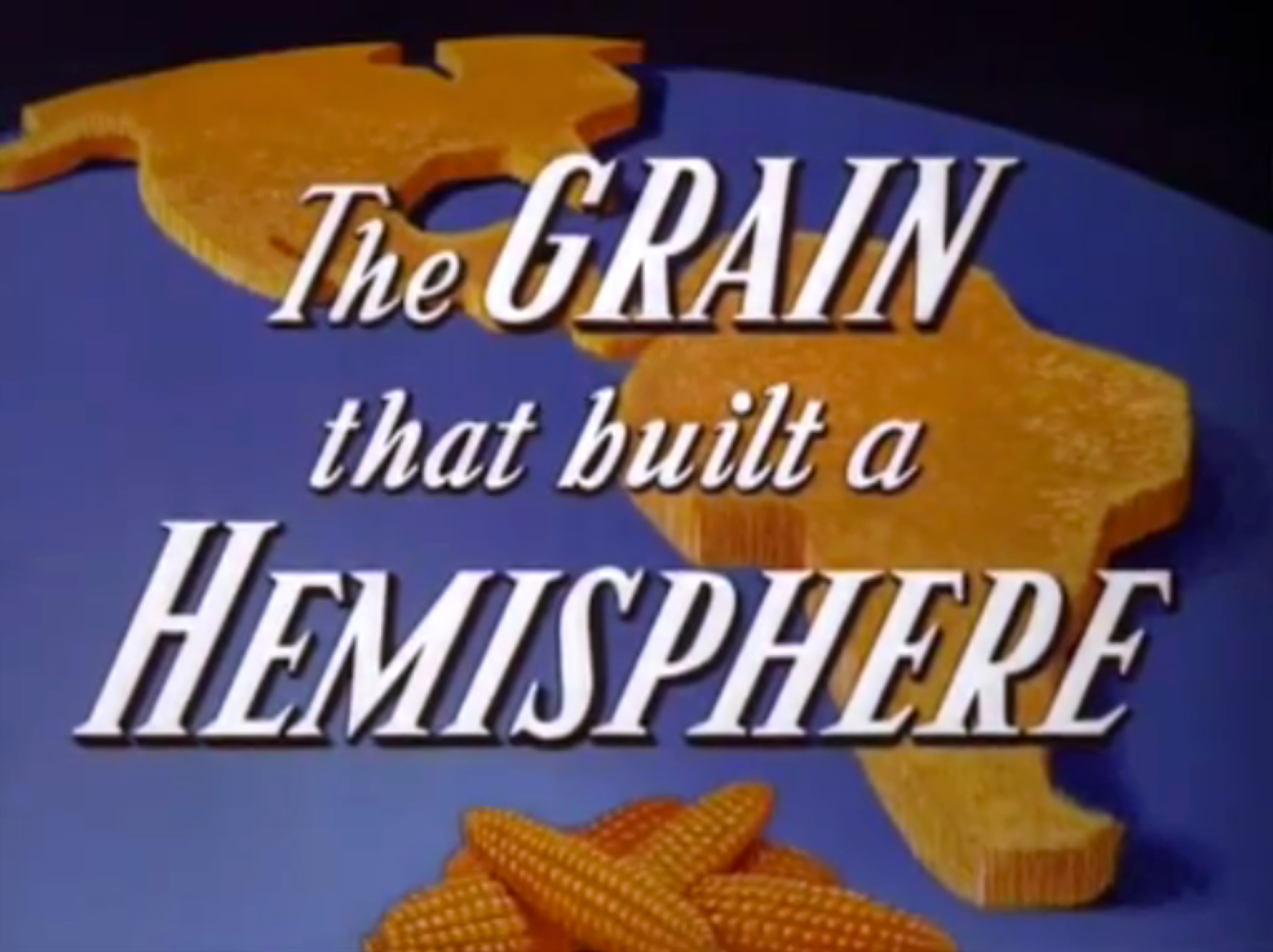
The Grain That Built A Hemisphere (1943).

La première production de Disney officiellement de propagande est The Thrifty Pig commissionnée par le Department of National Defense et l'Office national du film du Canada, sorti aux États-Unis et au Canada le 19 novembre 1941. Ce film réutilise des images des séquences de la Silly Symphonies des Trois Petits Cochons (1933).
En 1942, Disney a donc produit de plusieurs films à vocation militaire ou de propagande donc certains pour aider à former les militaires, armée de terre, armée de l'air et marine et d'autres commissionnés par les gouvernements nord-américains comme les impôts avec The Spirit of '43 ou les bons de guerre canadiens de Seven Wise Dwarves (1941). Selon Maltin, 91 440 m de pellicules auraient été produits durant la guerre pour le gouvernement.
C'est au printemps de l'année 1942 que Walt Disney décide d'adapter en un long métrage le livre Victoire dans les airs d'Alexander P. de Seversky a été publié en janvier. Une fois que Disney a réussi à joindre Seversky pour lui demander l'autorisation de faire un film, la production a été lancée quelques semaines après avec l'équipe qui venait de terminer Bambi. Si on se fie à Grant, la production du film débute en mai 1942, soit cinq mois après la sortie du livre. Le film Victoire dans les airs sort en juillet 1943. Mais Victoire dans les airs n'est pas un film commissionné. Ce n'est pas non plus un film d'entraînement. C'est une production délibérée de Disney, le gouvernement américain considérant Seversky comme un illuminé et croyant à la suprématie de la marine.
La production la plus remarquable reste Der Fuehrer's Face sorti le 1er janvier 1943 dans lequel Donald Duck rêve qu'il est un citoyen de l'Allemagne nazie, et qu'il travaille dans une usine de munitions à Nutziland, d'où le titre de travail Donald Duck in Nutziland. Ce film a reçu l'Oscar du meilleur court métrage d'animation en 1943.

### Des compilations au succès mitigé
The New Yorker déclare à propos de Coquin de printemps (1947) que « Walt Disney semble avoir définitivement choisi l'optique de la médiocrité dans ses productions récentes » et Newsweek voit le film comme le produit « d'un Disney travaillant dans un but uniquement commercial ». En septembre 1947, peu avant la sortie du film, la société Disney publie ses résultats financiers annuels. Ils indiquent que sa dette vis-à-vis des banques est passée de 4,2 millions à 3 millions d'USD, valeur pour l'époque moins effrayante et plus gérable, et offrant de meilleures perspectives.
Selon Beck, Mélodie Cocktail (1948) accuse son âge et il est difficile de se rappeler que ce sont (plus ou moins) les mêmes animateurs qui ont réalisé huit années plus tôt Pinocchio. Pour Maltin et Beck, Mélodie cocktail est la dernière et la meilleure des compilations musicales Disney des années 1940,. John Grant est d'accord sur le fait que ce soit la dernière, rappelle la présence de la compilation de deux courts métrages Le Crapaud et le Maître d'école (1949) mais considère le film comme le moins distingué. Grant voit dans ce relatif manque de qualité la reprise du souffle (créatif et artistique) en vue de préparer la sortie du long Cendrillon prévue pour 1950.
Graphiquement chaque séquence est différente. Selon Maltin, la séquence Johnny Pépin-de-Pomme de Mélodie cocktail manque de détails (il note par exemple l'absence de feuilles dans les arbres) et ressemble plus aux productions des années 1950 qualifiée d'animation limitée (caractéristique du studio United Productions of America). Grant associe cette technique à la séquence All the Cats Join In de La Boîte à musique.
Pour John Grant, malgré sa forme similaire à Coquin de printemps (1947), un découpage en deux moyens métrages, Le Crapaud et le Maître d'école (1949) est « beaucoup plus ambitieux mais moins charmant. » Pour Jerry Beck, le film permet toutefois de renforcer la position de dominante du studio Disney et les compétences en animation, narration et création de personnages. Pour Beck, la séquence La Mare aux grenouilles comprend certains des éléments les plus comiques en termes d'animation et d'exagération comme la folie automobile de M Crapaud. Tandis que pour Maltin elle contient certains des éléments les plus artistiquement réussis du studio. De plus les deux séquences confortent Walt Disney dans le fait que son studio peut à nouveau produire des longs métrages d'animations d'un seul tenant, Cendrillon (1950) étant en production.

### Les premiers films Disney avec acteur
Christopher Finch considère Le Dragon récalcitrant sorti en 1941 comme les prémices d'un changement dans les productions du studio Disney. Leonard Maltin y voit la première tentative de Disney de baser un film sur la prise de vue réelle et non l'animation est. Dave Smith synthétise en considérant le film comme la première tentative des studios Disney dans les longs métrages en prises de vue réelles. Le Dragon récalcitrant est un documentaire où l'essentiel de l'action concerne des acteurs ou des employés du studio Disney « pris sur le vif », l'animation n'étant reléguée qu'à quelques courtes séquences. Disney avait déjà utilisé les prises de vue réelles que ce soit pour les Alice Comedies (1922-1926), Fantasia (1940) ou les deux compilations Saludos Amigos (1942) et Les Trois Caballeros (1944). On peut aussi citer le documentaire Victoire dans les airs (1943). Finch note que par la suite Saludos Amigos (1942) et Les Trois Caballeros (1944) comportent eux aussi des séquences en prise de vue réelle.
Ces films, et plus particulièrement Les Trois Caballeros, ont servi de tests pour vérifier les interactions entre animation et acteurs réels et aussi l'engouement du public. Comme le déclara Walt (à la sortie du film) : « Il y a plusieurs mois nous avons franchi le pas pour l'Oncle Rémus et nous nous sommes lancés dans l'une de nos plus incroyables aventures mais aussi l'une des plus agréables ». Il confirma ce choix ainsi : « Dans ce cas, une troupe d'acteurs était absolument nécessaire pour obtenir la totalité de l'impact émotionnel et les légendaires valeurs de divertissement. » Toutefois John Grant évoque la possibilité que la réelle motivation était financière. Les scènes avec acteurs sont moins chères à réaliser que l'animation et les séquences en animation sont aisément intégrables au reste du film grâce aux talents d'ingénieurs d'effets spéciaux tel Ub Iwerks.

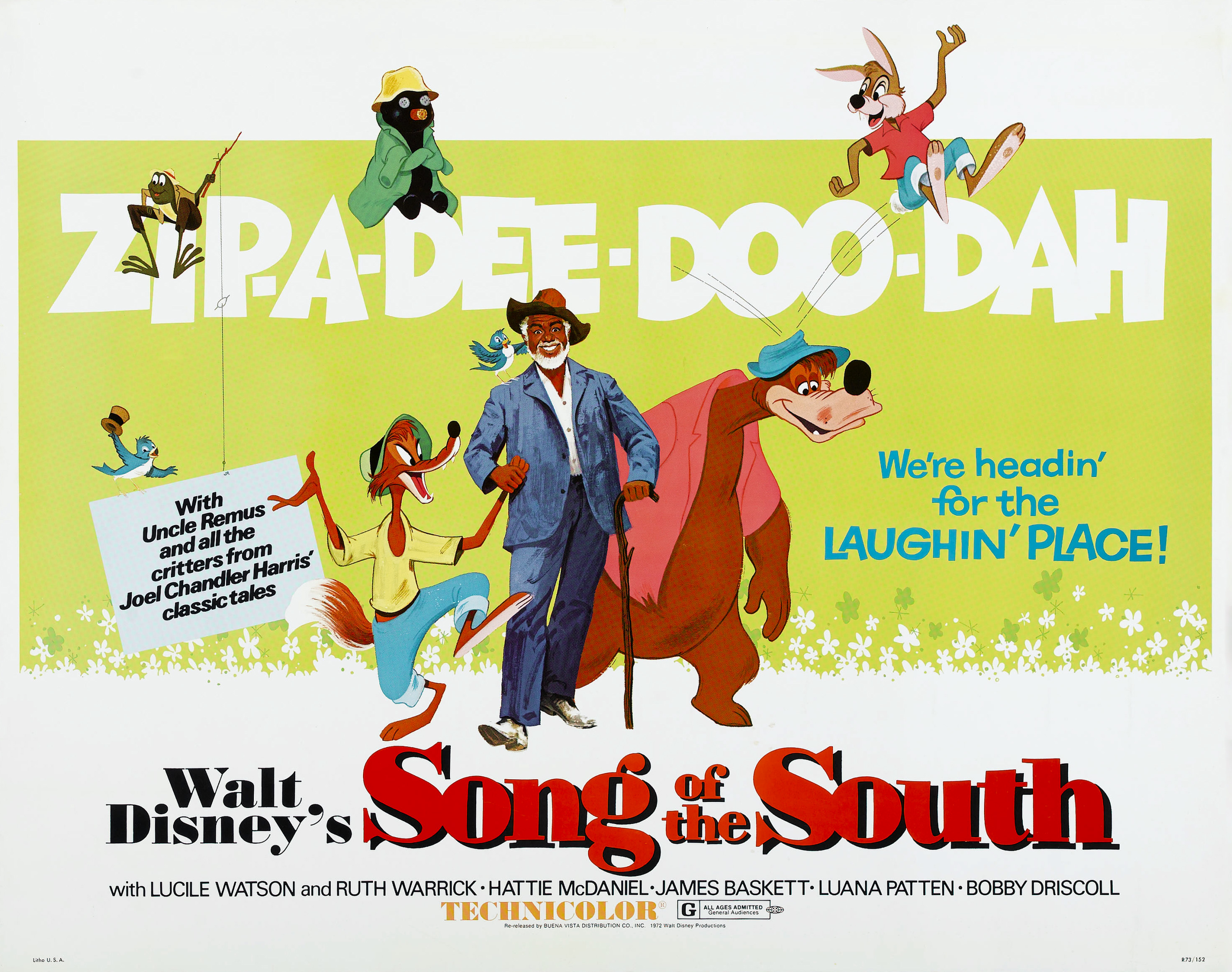
Encart publicitaire pour le film Mélodie du Sud (1946).

Mais pour Finch c'est Mélodie du Sud (1946) qui marque la véritable incursion du studio dans le cinéma en prise de vue réelle en raison de l'utilisation d'acteurs professionnel pour jouer des rôles dans une fiction. Danny, le petit mouton noir (1949) est l'étape suivante car il ne contient qu'une quantité minimale d'animation et uniquement à des fins pratiques, l'essentiel de l'histoire se passant autour des acteurs. Mélodie du Sud et par la suite Danny, le petit mouton noir ont « permis [au studio] de réaliser des économies tout en conservant la pratique de l'excellence». Mais Koenig note qu'à l'époque les films en couleur étaient l'exception, bien que Disney eût un avantage car tous ses longs métrages sont en couleur. C'est le 13 décembre 1944 que le comité du Motion Picture Production Code envoie son troisième mémo au studio, validant le dernier scénario tout en rappelant que le sujet est sensible et devrait être revu par d'autres spécialistes.

### Walt s'engage dans de nouveaux projets
Pour des raisons apparemment médicales, Walt Disney doit se changer les idées, ce qui donnera aux studios de nouvelles pistes pour de productions. Barrier rappelle que les priorités de Walt Disney ont changé peu ou prou avec la production du film Cendrillon. Ainsi Walt s'accorde plus de temps pour lui-même, avec par exemple la confection de trains miniatures, et pour sa famille; avec un voyage de 13 semaines en Europe. Le médecin de famille des Disney conseilla à Walt dès 1946 de se trouver un passe-tremps dont les modèles réduits. Il participe moins aux productions en animation et s'investit dans les films en prises de vue réelles avec L'Île au trésor (1950). Rappelons que depuis le départ en 1934 de Burton Gillett, Ben Sharpsteen a été nommé producteur sur de nombreux films dont la plupart des longs métrages, et Steven Watts lui attribue une part importante dans les différents projets d'évolutions des productions du studio durant les années 1940 mais surtout 1950. Pour Barrier, Walt adopte de plus en plus l'image traditionnelle du producteur de films. La communication entre Disney et les trois réalisateurs de Cendrillon s'est transformée durant la production du film de réunions régulières en un échange de mémorandums.
Pour de nombreux auteurs, la genèse du parc Disneyland remonte à la période de la fin des années 1940 avec à la fois le Carolwood Pacific Railroad achevé fin 1950, au film Danny, le petit mouton noir et au fait que Walt passe ses jours de repos à regarder ses filles jouer dans un parc. Le projet de parc à thème germant petit à petit dans son esprit jusqu'en décembre 1952 où il lance un vrai développement en créant une société dans ce but, WED Enterprises.
Lors d'un voyage en août 1948 en Alaska, Walt rencontre Alfred Milotte, propriétaire d'un magasin d'appareils photos et sa femme institutrice Elma. Ils engagent une discussion sur les documentaires consacrés à l'Alaska dont le résultat sera le poste de photographe sur la série de documentaires animaliers True-Life Adventures. Le premier épisode est L'Île aux phoques (On Seal Island) sorti en décembre 1948.

### Un fonds pour l'avenir du studio
Malgré la faible présence des productions de cette époque dans certains ouvrages sur le studio Disney, plusieurs films ont servi de base pour d'autres productions de Walt Disney Productions.

#### Réutilisations des films
Les personnages animés de Mélodie du Sud (1946), Frère Lapin, Frère Renard et Frère Ours ont été les vedettes de nombreuses bandes dessinées à partir de 1946 sous les noms de Bibi Lapin, Basile et Boniface. C'est d'ailleurs par la publication d'une série de comic strips hebdomadaires à partir du 14 octobre 1945 que le film fut lancé.
En 1955, année de l'ouverture du parc Disneyland, durant laquelle la société Disney cherchait plusieurs moyens de financer le parc, plusieurs séquences ont été rééditées. Le film Johnny Pépin-de-Pomme a été réédité seul le 25 décembre 1955 puis rediffusé dans des établissements scolaires sous le titre Legend of Johnny Appleseed. Les segments À la gloire d'un arbre et Bumble Boogie ont été édités sous le titre Contrasts in Rhythm le 11 mars 1955,. Cinq séquences de Mélodie Cocktail et quatre autres de La Boîte à musique ont été diffusées sous le nom de Music Land en 1955,.
La séquence Mickey et le Haricot magique de Coquin de printemps (1947) a été réutilisée dans les années 1960 pour la télévision, la partie en prises de vue réelles avec Edgar Bergen a été supprimée et remplacée par une introduction et une narration de Donald Dingue (Ludwig Von Drake).
Willie le Géant apparaît dans le long métrage Le Noël de Mickey (1983) ainsi que des personnages de La Mare aux grenouilles : Crapaud, Rat, Taupe, Blaireau et Cyril Proudbottom et le « gang des belettes » (ou fouines).
Dans Qui veut la peau de Roger Rabbit (1988), Eddie Valiant est accueilli par les oiseaux-chanteurs de Mélodie du Sud lors de son arrivée à Toontown. On aperçoit également Frère Renard et Frère Ours dans la scène finale, ou encore les fouines de La Mare aux grenouilles semant la terreur au côté du Jude DeMort.

#### Parcs et attractions
Danny, le petit mouton noir (1949) est aussi souvent associé à la genèse du parc Disneyland. Un premier élément est que la réplique de la gare de chemin de fer en bois du film a été démontée et installée par Ward Kimball dans la propriété de Walt Disney à Holmby Hills afin de compléter le train miniature de son jardin, baptisé Carolwood Pacific Railroad. Vers la fin de l'année 1950, Walt Disney ayant acheté la construction de son Carolwood Pacific Railroad, il entame la reproduction en miniature d'un décor du film dans un diorama qu'il baptise Granny's Cabin, la cabane de Granny, basée sur celle du personnage de Grandma Kincaid.
La séquence de La Mare aux grenouilles a servi de base pour l'attraction Mr. Toad's Wild Ride, de type parcours scénique qui a ouvert en 1955 à Disneyland et en 1971 au Magic Kingdom de Walt Disney World Resort. Alors que la première existe toujours, celle du Magic Kingdom a fermé définitivement en 1998. Le parc Disneyland français possède un restaurant nommé Mr. Toad's situé entre l'attraction Peter Pan's Flight et la gare du Disneyland Railroad et présentant une façade identique aux attractions.
L'attraction Splash Mountain, imaginée par Tony Baxter utilise comme thème l'histoire du Mélodie du Sud avec ses personnages et sa musique et a été construite dans les parcs du Magic Kingdom à Walt Disney World Resort, Disneyland et Tokyo Disneyland,. L'association de cette attraction au film Mélodie du Sud est selon Koenig arrivée par accident. Trois facteurs sont à l'origine de ce fait : la nécessité poussée par Dick Nunis de créer une attraction de type bûches, la fermeture de l'attraction America Sings et le manque de visiteurs dans la section Bear Country de Disneyland.
La séquence Mickey et le Haricot Magique est évoquée avec la reconstitution d'une pousse de haricot géant sur la devanture d'une boutique de Fantasyland au parc Disneyland à Marne-la-Vallée, portant le nom du court métrage Le Brave Petit Tailleur (1938). Le restaurant du film Brown Derby a été reproduit dans le parc Disney's Hollywood Studios à la suite d'un accord signé en 1987 entre Disney et les propriétaires du restaurant.
Les Trois Caballeros est présent sous la forme d'une attraction intitulée Gran Fiesta Tour Starring The Three Caballeros qui a remplacé en avril 2007 l'attraction El Rio del Tiempo dans le pavillon du Mexique du parc Epcot à Walt Disney World Resort.

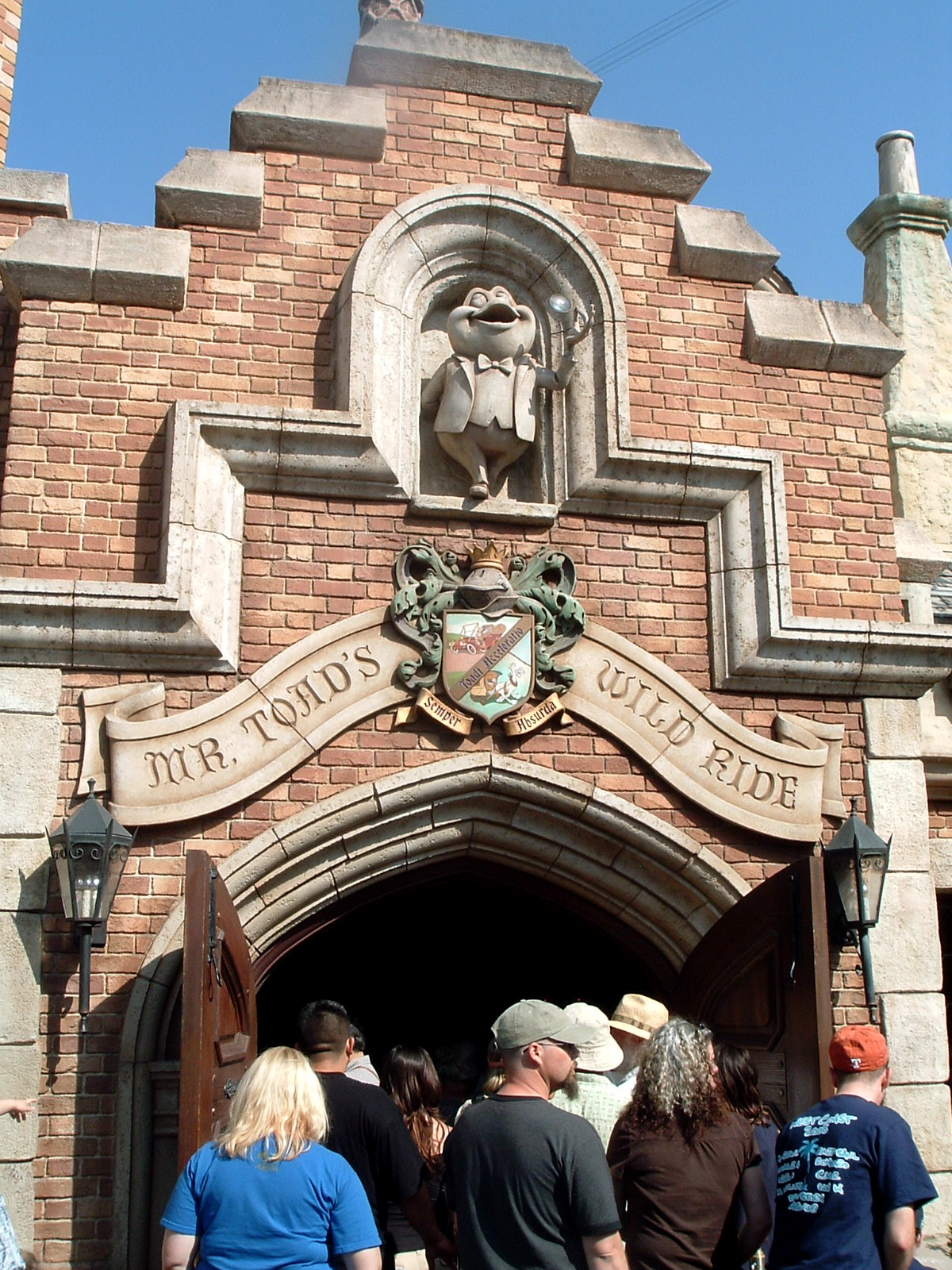
Façade de l'attraction Mr. Toad's Wild Ride à Disneyland
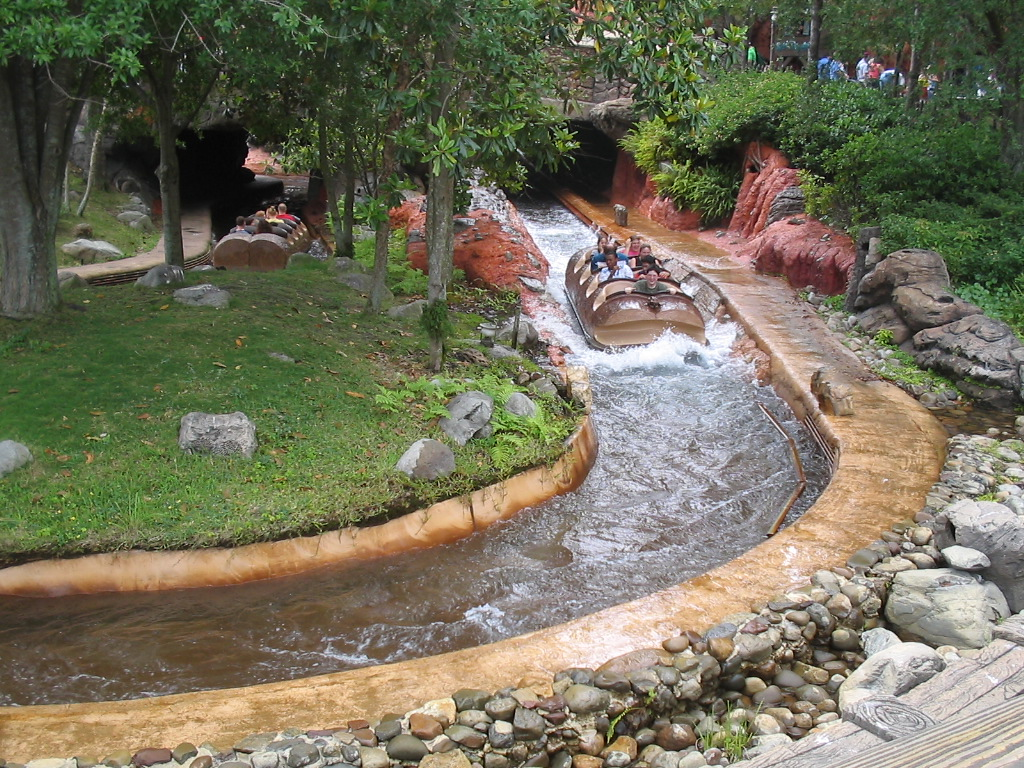
L'attraction Splash Mountain.
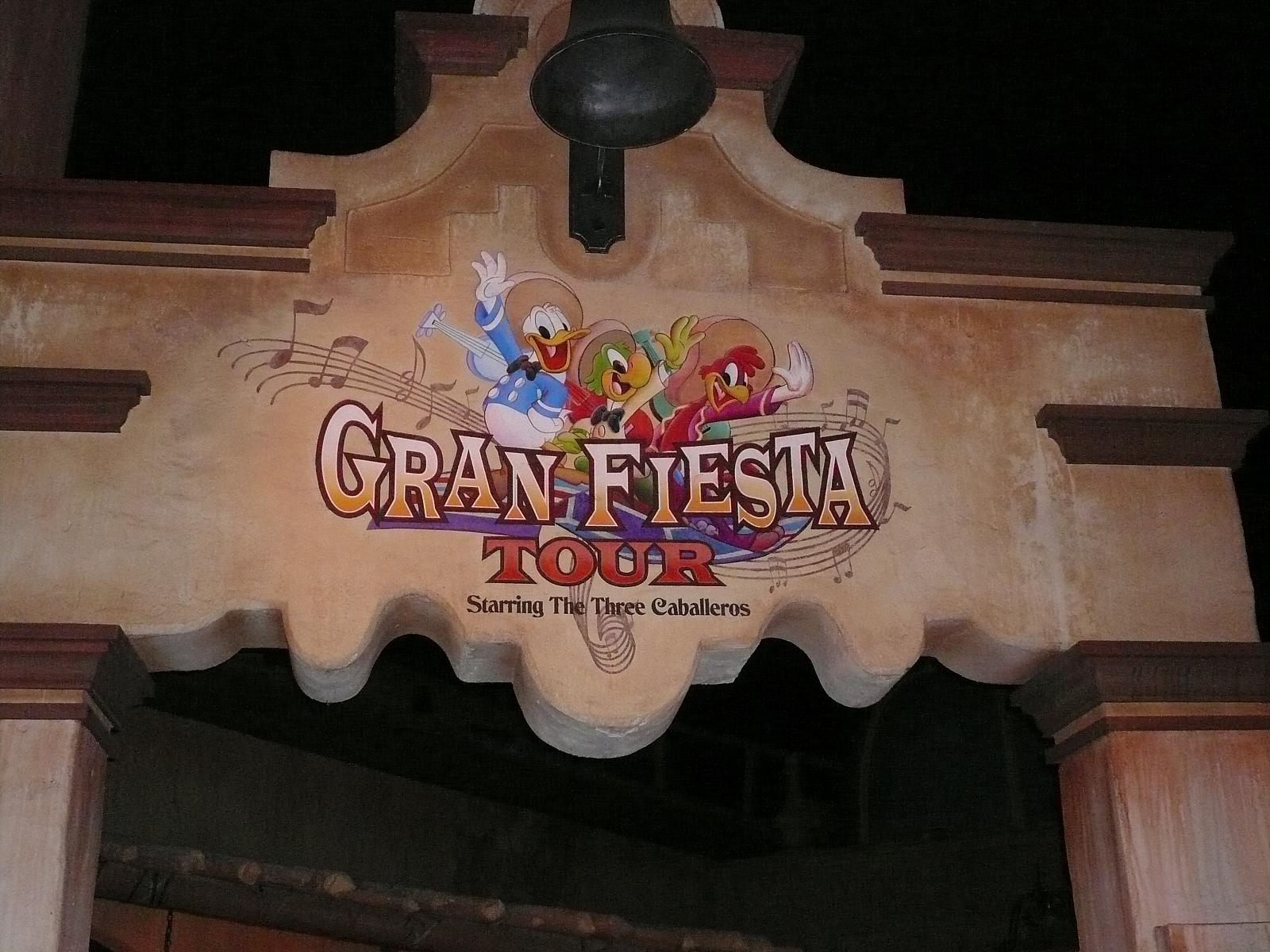
Entrée de l'attraction Gran Fiesta Tour Starring The Three Caballeros dans le pavillon du Mexique à Epcot